# Chthonios (Kentaur)

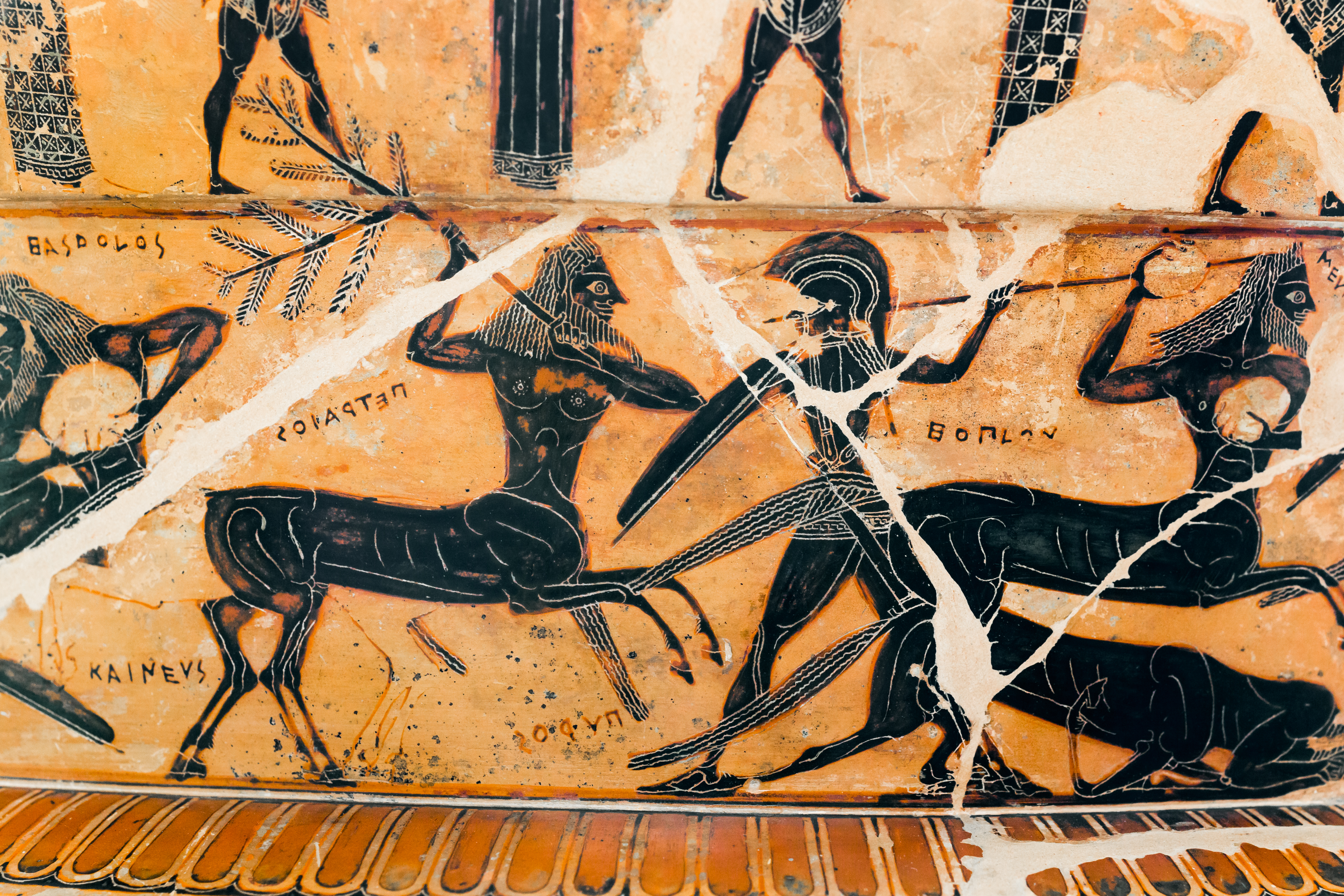
Françoisvase, 6. Jh. v. Chr., Kentaur im Kampf mit Astgabel.

Chthonios ist ein Kentaur der griechischen Mythologie. Er wird von Nestor in der Kentauromachie auf der Hochzeit des Peirithoos mit dem Schwert getötet. Einzige Quelle ist das zwölfte Buch der ovidschen Metamorphosen.

## Name
Er kommt vom griechischen Χθόνιος, Chthónios, lateinisch und deutsch auch Chthónius, und er bedeutet „in der Erde, im Schoße der Erde, unterirdisch.“
Mit dieser Bedeutung des „Unterirdischen“ gehört er zu den alten naturnahen Kentaurennamen, „da in allen Mythen von den Kentauren ihr Wohnsitz in Waldgebirgen im Allgemeinen und an bestimmten Örtlichkeiten im Besondern bedeutungsvoll hervortritt.“ In der Erde und unterirdisch sind die Höhlen, so dass der „Name sich wahrscheinlich auf die natürlichen Felsengrotten bezieht, in denen der Sage nach die Kentauren hausen.“

## Mythos
Ovid lässt Nestor vor Troja die Kentauromachie erzählen, war er doch selbst dabei und will seine Zuhörer durch seine Heldentaten beeindrucken:
Ovid, Metamorphosen 12, 441–443:

... Chthónius quóque Teléboásque

énse iacént nostró: ramúm prior ílle bifúrcum

gésserat, híc iaculúm ...
Eigenübersetzung in Prosa:

... Chthonius auch und Teleboas lagen tot am Boden durch mein Schwert, jener erste (Chthonius) hatte eine Astgabel geführt, dieser (Telboas) einen Wurfspieß ...
Übersetzung Suchier im Versmaß:

... mit Teléboas aúch ist erlégen

Chthónios únserem Stáhl. Der trúg zweizáckigen Prǘgel;

jénen bewéhrt' ein Spíeß ...
Übersetzung Voß im Versmaß:

... auch Chthónios nún und Teléboas stǘrzen

únserer Klíng': es trúg die gedóppelte Gáffel des Ástes

Chthónios, díeser den Spíeß ...
Chthoniosʼ Tod ist durch das -que/und untrennbar mit dem Schicksal des Teleboas verbunden, beide greifen an, beide werden von Nestor, obwohl durch Teleboas’ Speer (iaculum) verwundet, mit dem Schwert (ensis) zur Strecke gebracht. Chthonios hat sowieso keine Chance, kämpft er doch mit der für Kentauren typischen „primitiven“ Waffe einer Astgabel (ramus bifurcus). Immerhin wird er durch diese und durch seinen Namen aus der Masse der Kentauren herausgehoben.

## Quelle
- Ovid: Metamorphosen 12, 441–443, Wikisource: Ovid.